# 西萨·佩里
西萨·佩里（西班牙語：César Pelli，1926年10月12日—2019年7月19日），阿根廷裔美国建筑师，他设计了众多举世瞩目的标志性建筑，如位于马来西亚首都吉隆坡的双峰塔。
2019年7月19日，佩里在康涅狄格州纽黑文的家中去世，终年92岁。

## 生平
1926年，西萨·佩里出生在阿根廷圣米格尔-德图库曼。佩里在圣米格尔-德图库曼大学学习建筑后，于1952年移居美国，在伊利诺伊大学厄巴纳-香槟分校建筑学院就读。1964年取得美国国籍，编写了面向年轻学生们的著作《Observations for Young Architects》（观察年轻建筑师）。1977年，佩里建立自己的公司(Cesar Pelli & Associates)，他的设计事务位于以耶鲁大学而闻名的美国康涅狄格州纽黑文；同年担任耶鲁大学建筑学院主任，并任职至1984年。
1991年，佩里被美国建筑师学会（AIA）列入“十大最具影响力的在世建筑师之一。1995年，美国建筑师学会授予佩里AIA金牌。他的建筑作品有位于马来西亚吉隆坡的双峰塔、纽约的世界金融中心、纽约现代艺术博物馆新馆、纽约卡内基大厦、香港国际金融中心等。

## 建筑作品集

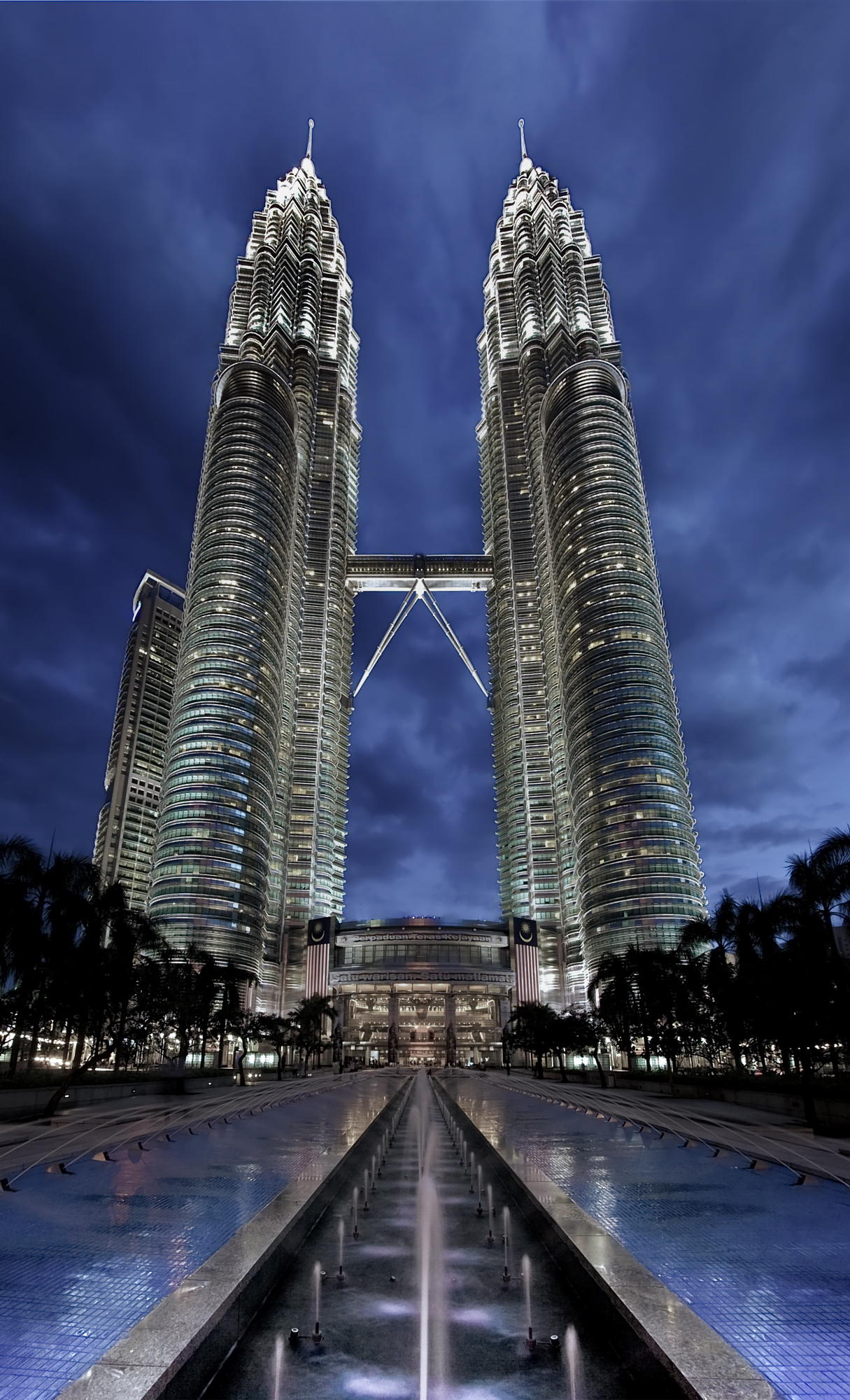
吉隆坡双峰塔
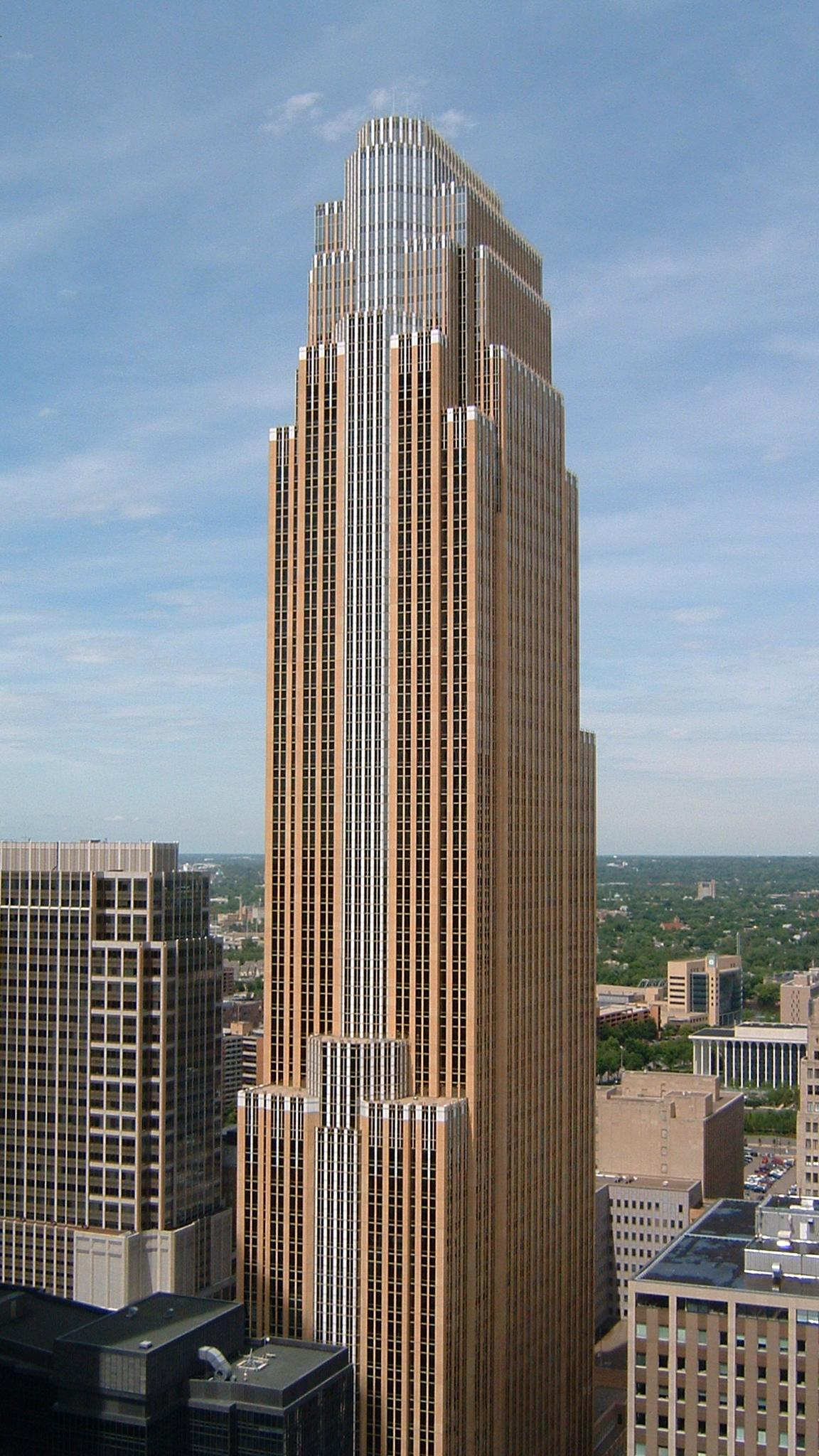
明尼阿波利斯富国银行广场
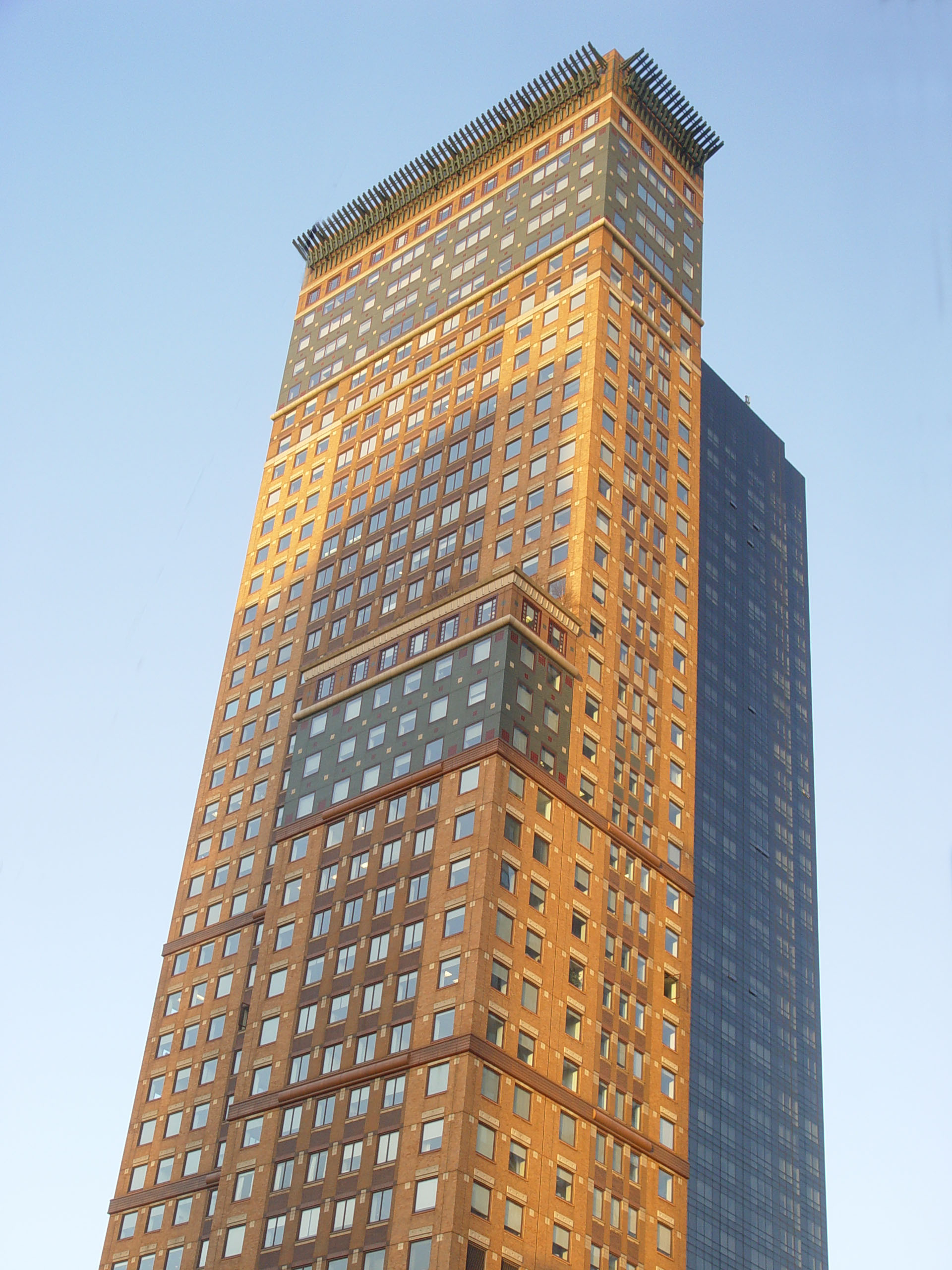
卡内基大厦
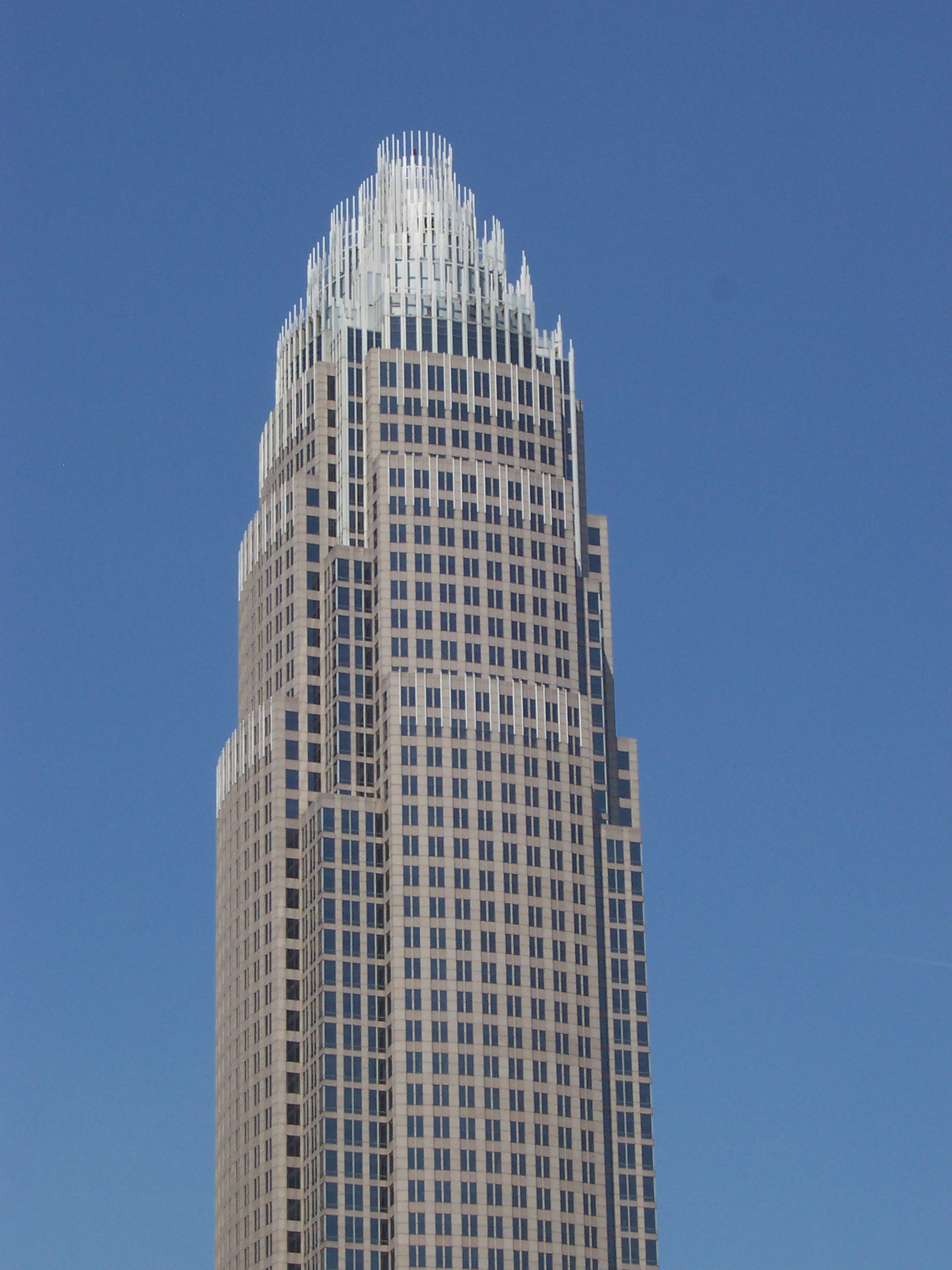
夏洛特美国银行企业中心
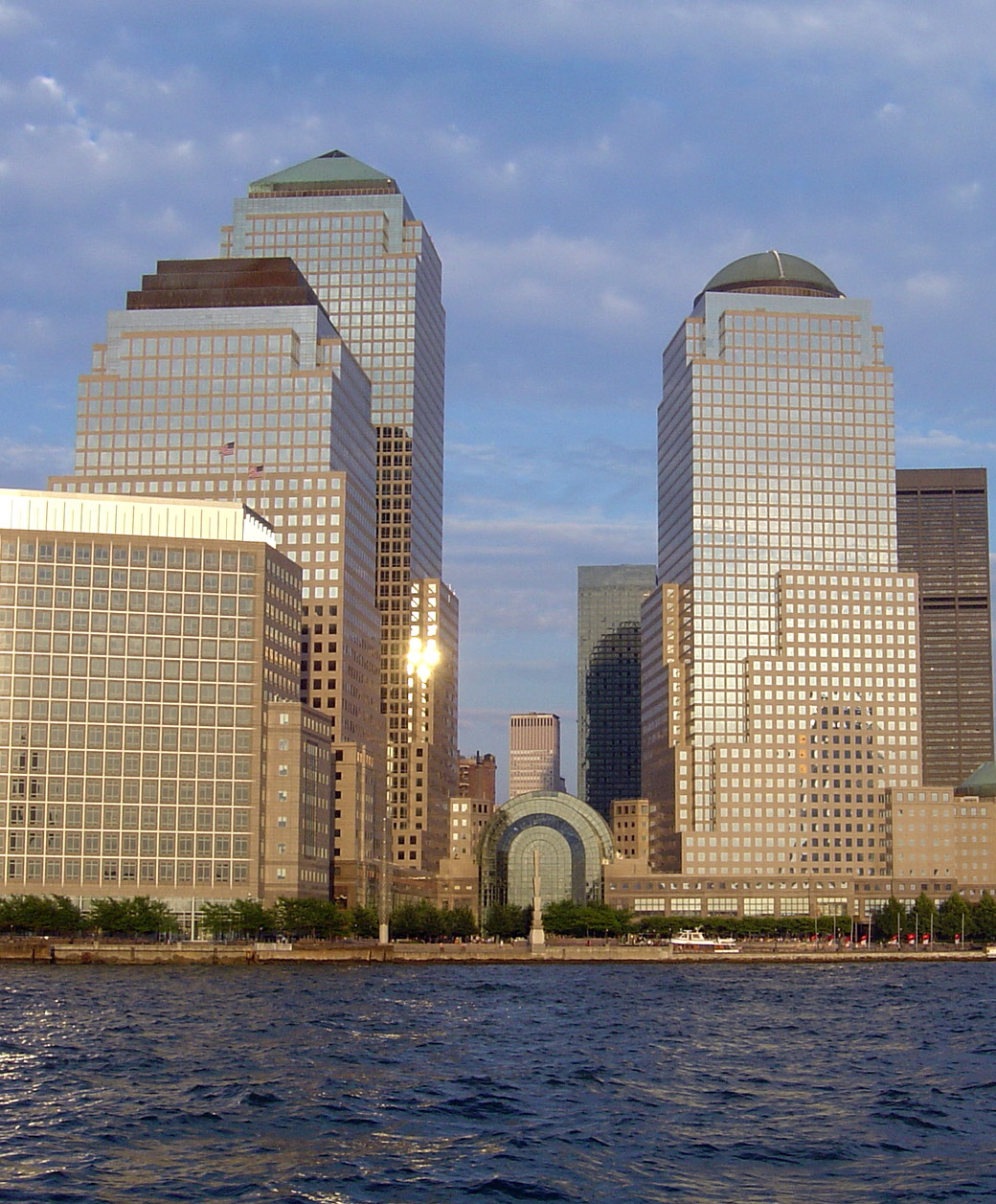
纽约世界金融中心
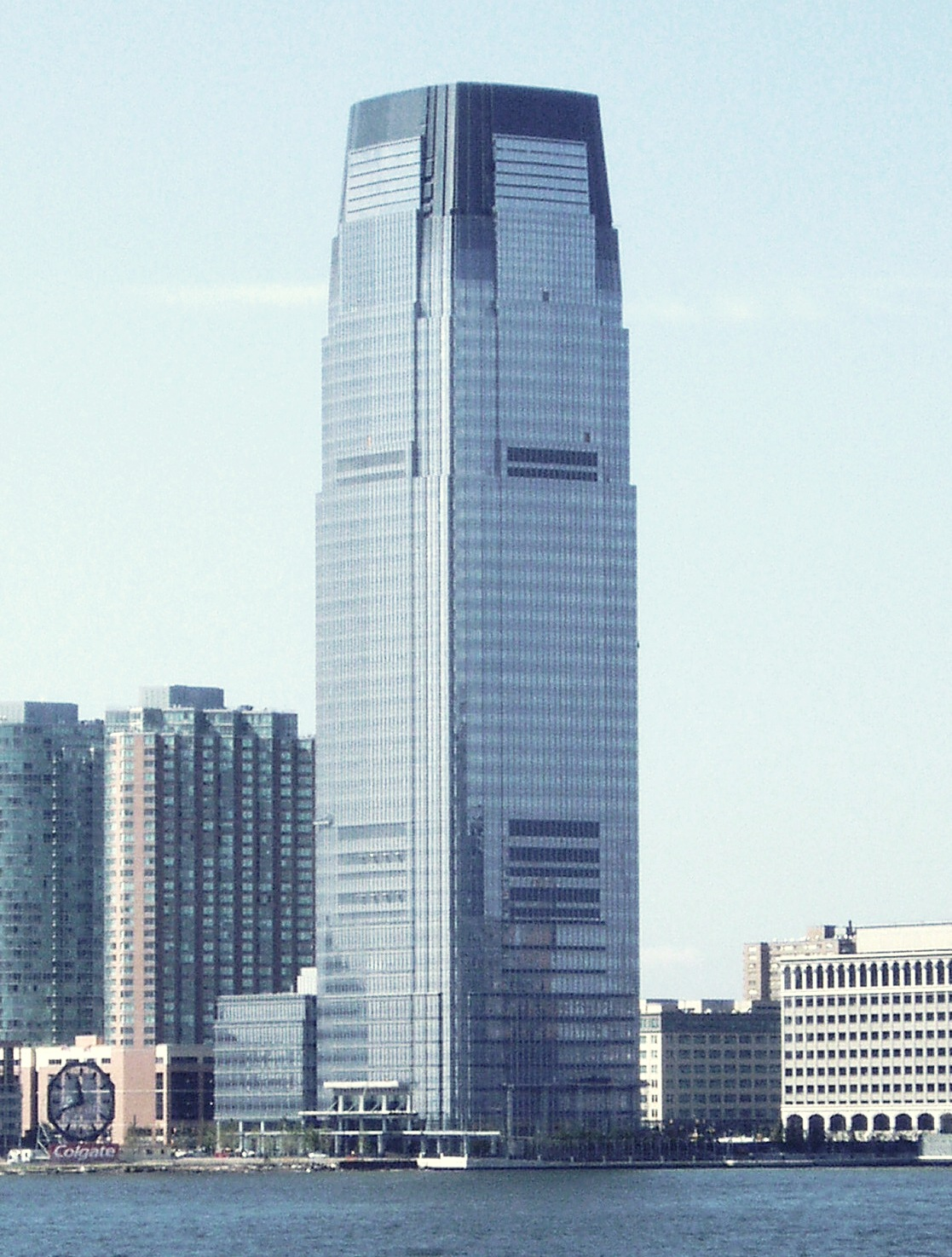
高盛大厦，位于美国新泽西州泽西市
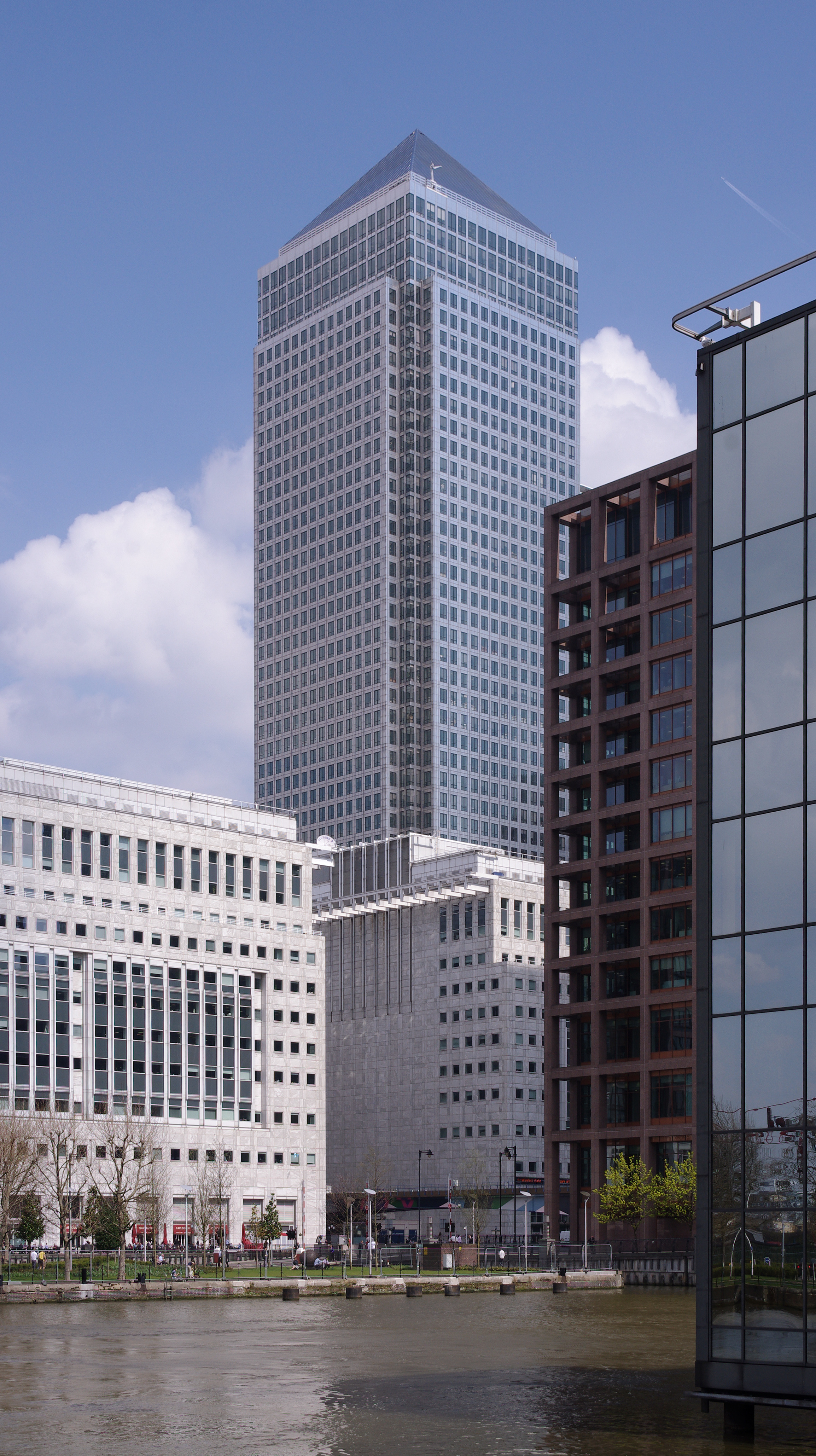
加拿大廣場一號，位于英國倫敦
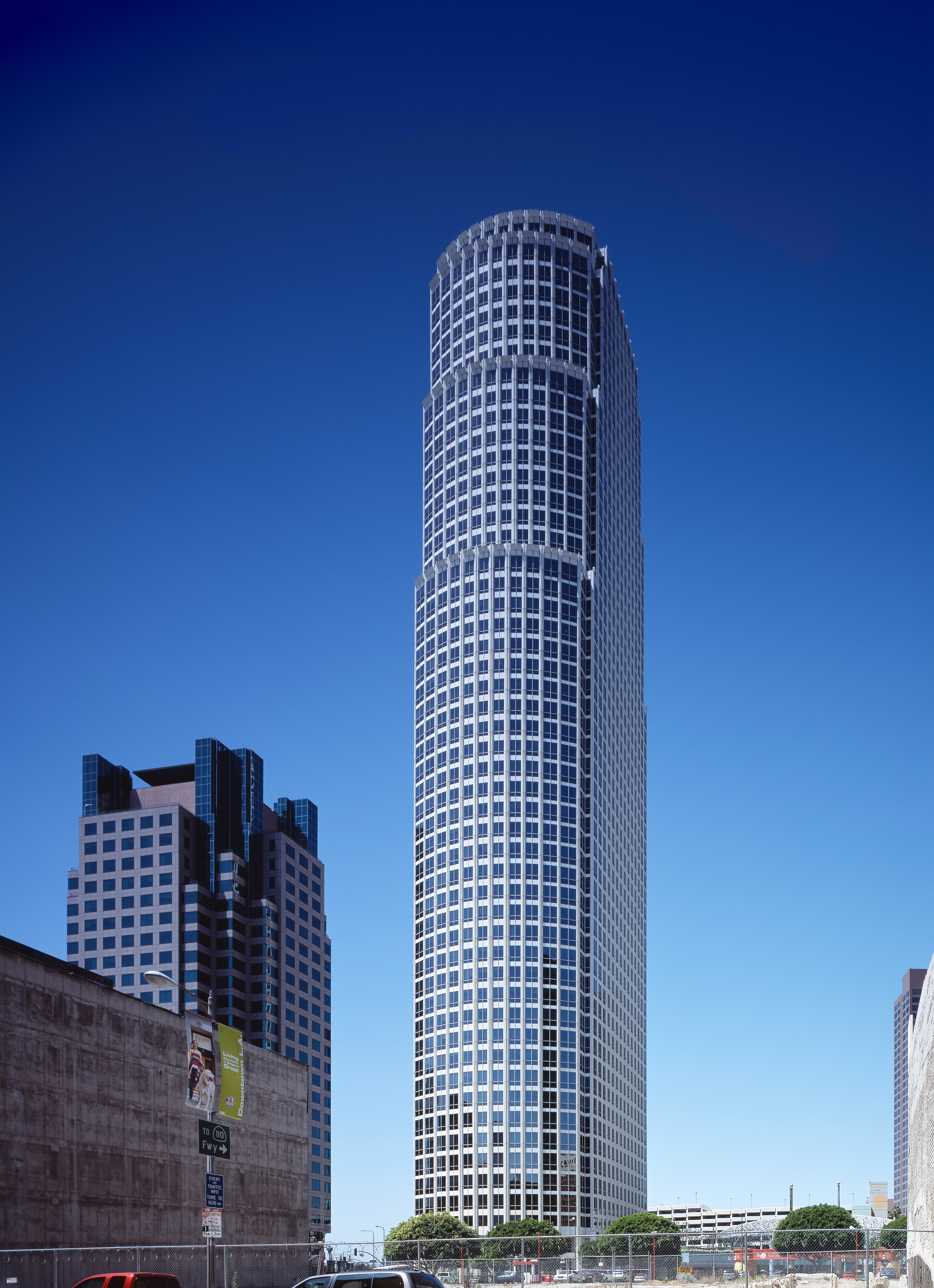
777大廈，位于美國洛杉磯
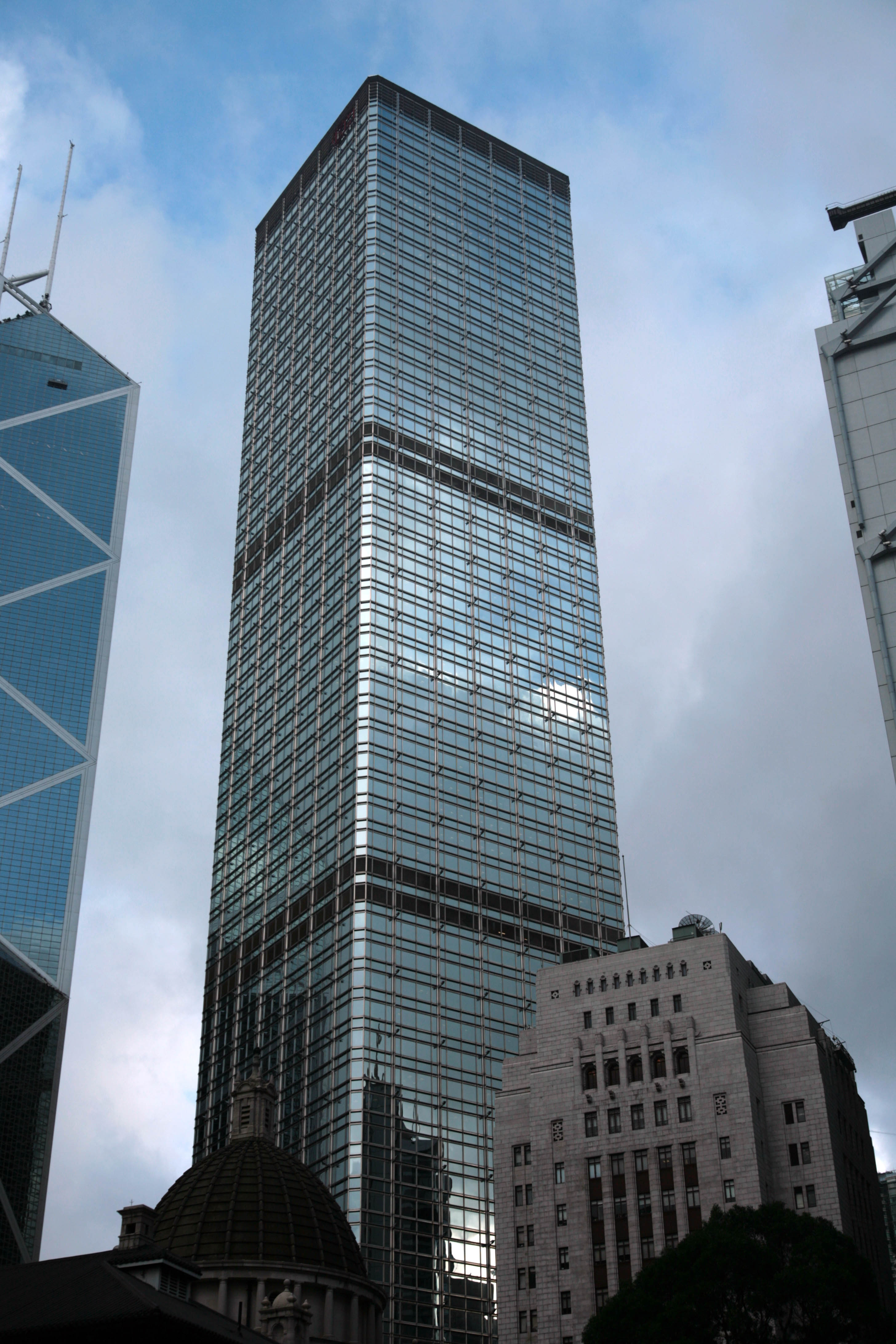
長江集團中心
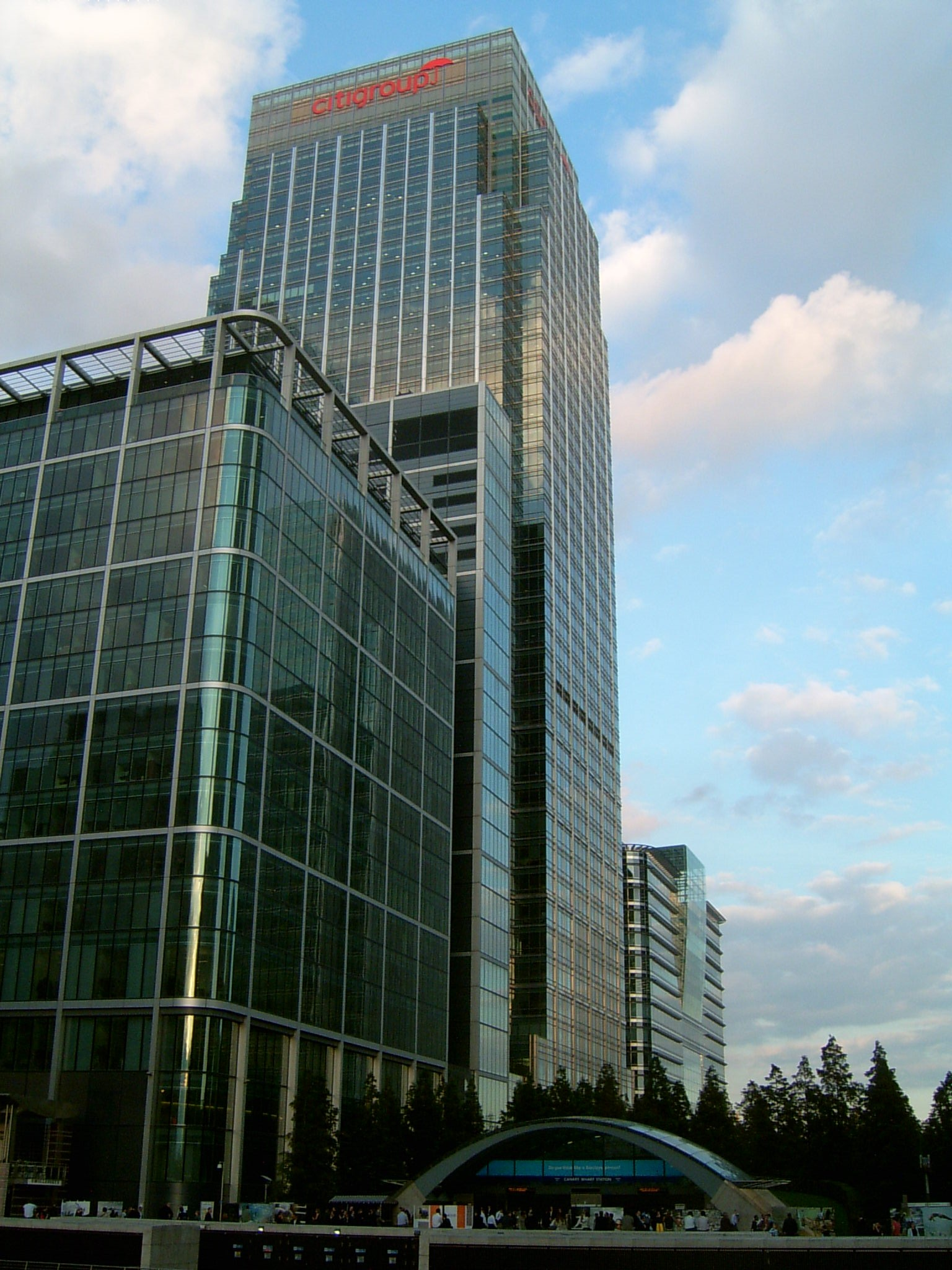
倫敦花旗集團中心
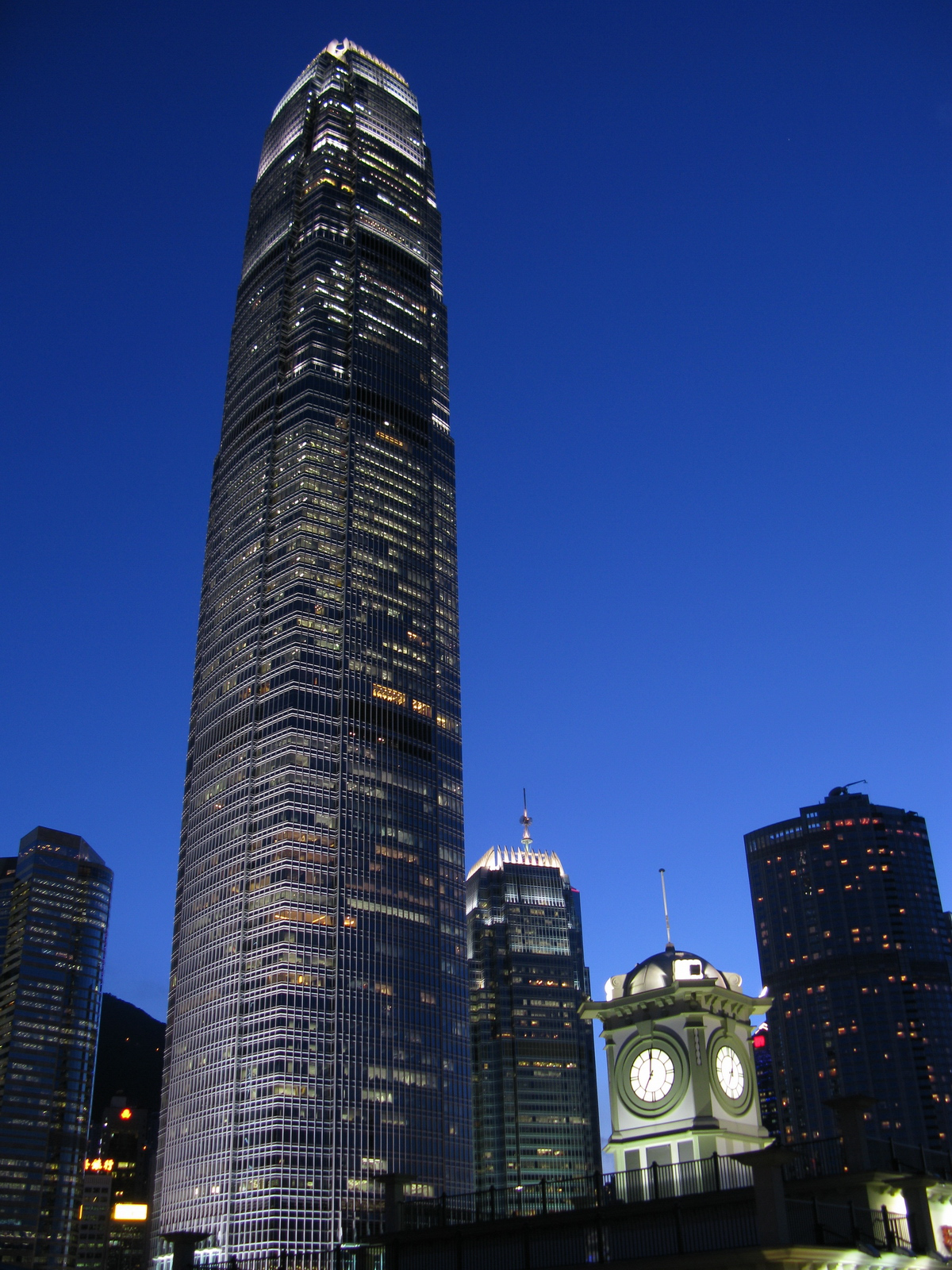
香港國際金融中心第二期
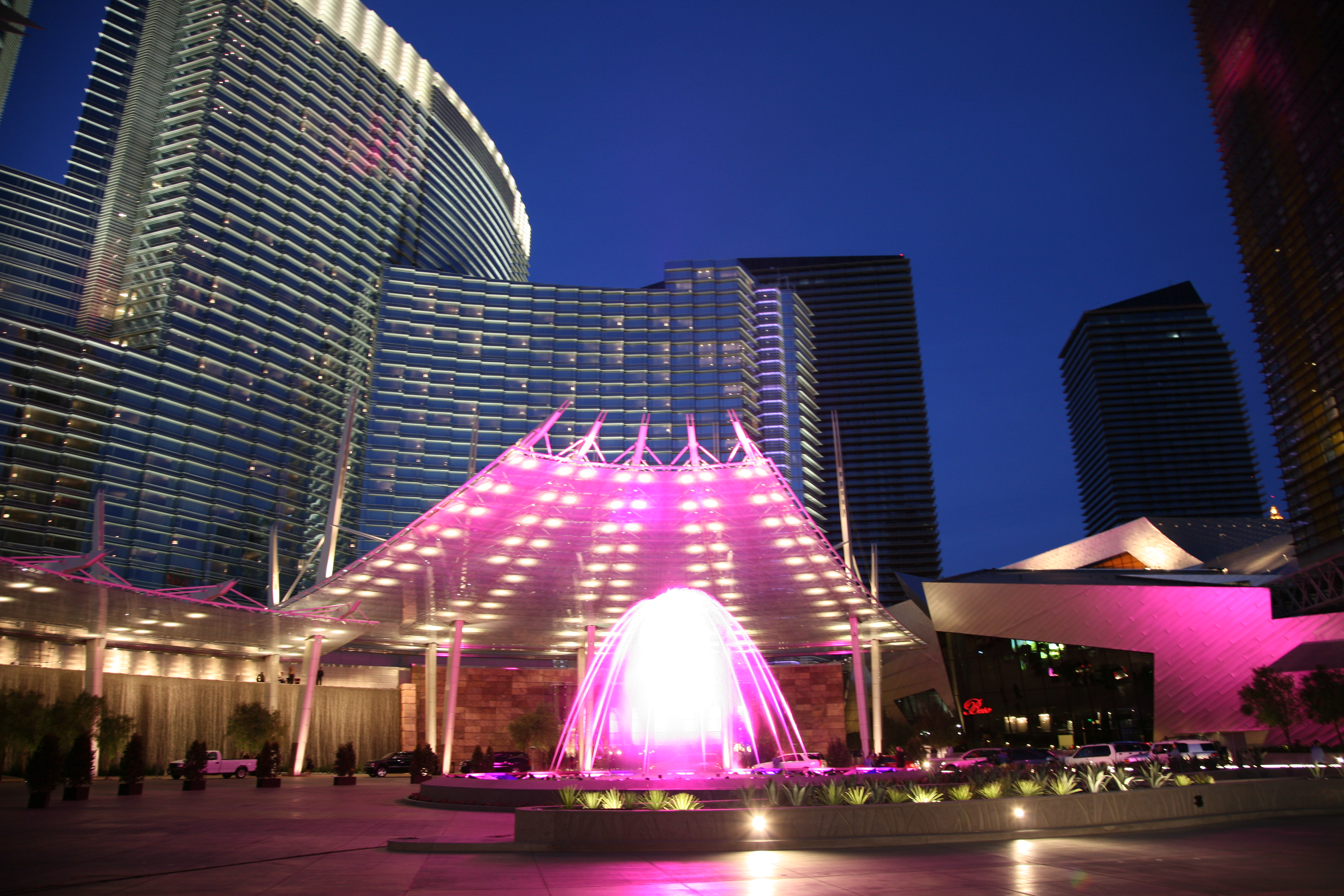
阿麗雅賭場酒店，位于美國內華達州天堂市
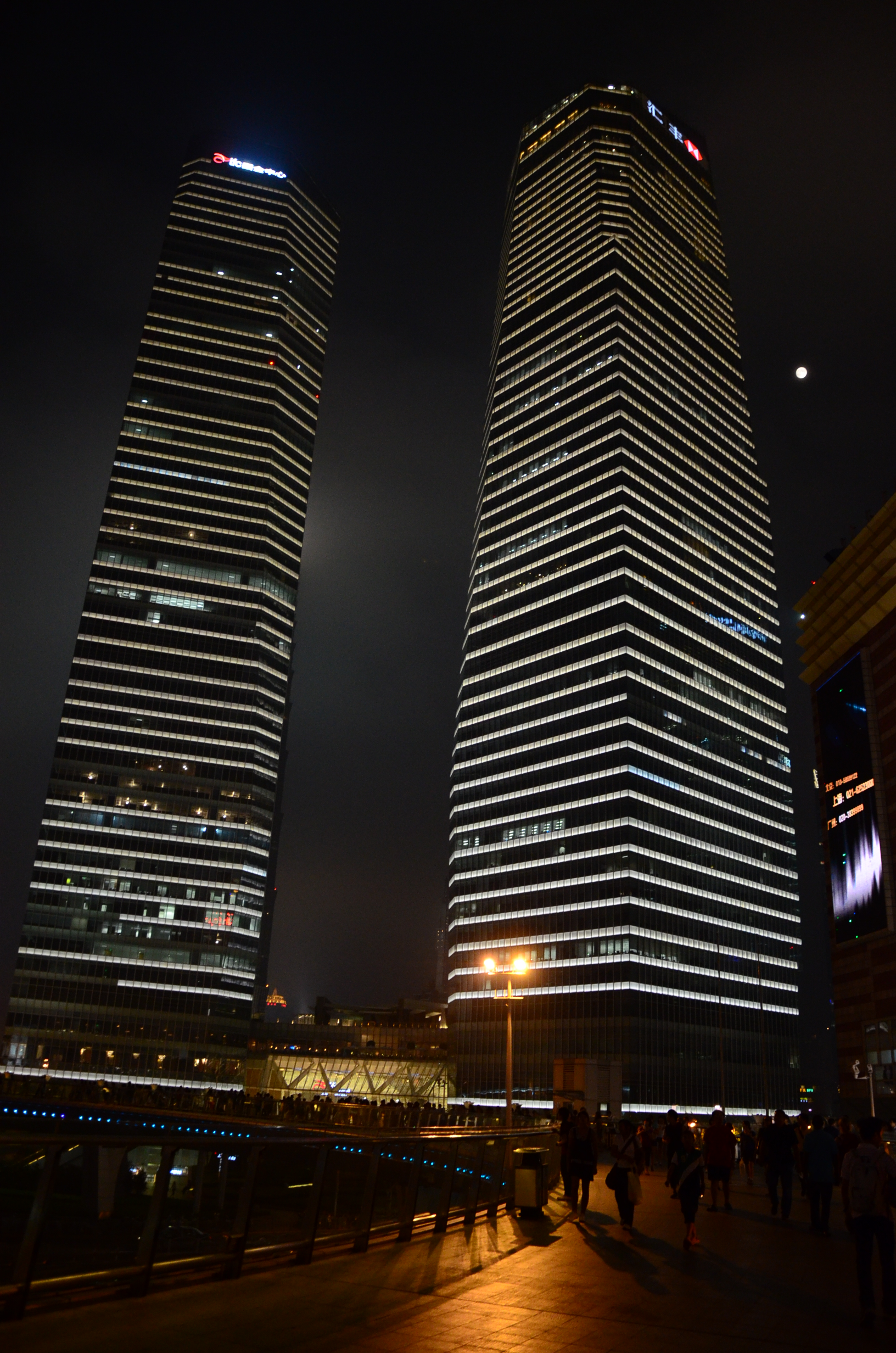
上海國際金融中心

## 著作
- 1999年: Observations for Young Architects (Monacelli Press)